# Chrysochloris
Chrysochloris là một chi động vật có vú trong họ Chrysochloridae, bộ Afrosoricida. Chi này được Lacépède miêu tả năm 1799. Loài điển hình của chi này là Chrysochloris capensis Lacépède, 1799 (= Talpa asiatica Linnaeus, 1758).

## Các loài
Chi này gồm các loài: